# Louis A. R. Pieri Memorial Award
Der Louis A. R. Pieri Memorial Award ist eine Eishockey-Auszeichnung der American Hockey League. Sie wird seit der Saison 1967/68 jährlich an den besten Trainer der Liga verliehen. Gewählt wird der Gewinner von den Medienvertretern der AHL.
Der Award ist nach Louis A. R. Pieri, einem langjährigen Besitzer der Providence Reds, benannt.

## Gewinner
| Jahr | Trainer                   | Team                           |
| ---- | ------------------------- | ------------------------------ |
| 1968 | Vic Stasiuk               | As de Québec                   |
| 1969 | Frank Mathers             | Hershey Bears                  |
| 1970 | Fred Shero                | Buffalo Bisons                 |
| 1971 | Terry Reardon             | Baltimore Clippers             |
| 1972 | Al MacNeil                | Nova Scotia Voyageurs          |
| 1973 | Floyd Smith               | Cincinnati Swords              |
| 1974 | Don Cherry                | Rochester Americans            |
| 1975 | John Muckler              | Providence Reds                |
| 1976 | Chuck Hamilton            | Hershey Bears                  |
| 1977 | Al MacNeil                | Nova Scotia Voyageurs          |
| 1978 | Bob McCammon              | Maine Mariners                 |
| 1979 | Parker MacDonald          | New Haven Nighthawks           |
| 1980 | Doug Gibson               | Hershey Bears                  |
| 1981 | Bob McCammon              | Maine Mariners                 |
| 1982 | Larry Kish                | Binghamton Whalers             |
| 1983 | Jacques Demers            | Fredericton Express            |
| 1984 | Gene Ubriaco              | Baltimore Skipjacks            |
| 1985 | Bill Dineen               | Adirondack Red Wings           |
| 1986 | Bill Dineen               | Adirondack Red Wings           |
| 1987 | Larry Pleau               | Binghamton Whalers             |
| 1988 | John Paddock Mike Milbury | Hershey Bears Maine Mariners   |
| 1989 | Tom McVie                 | Utica Devils                   |
| 1990 | Jim Roberts               | Springfield Indians            |
| 1991 | Don Lever                 | Rochester Americans            |
| 1992 | Doug Carpenter            | New Haven Nighthawks           |
| 1993 | Marc Crawford             | St. John’s Maple Leafs         |
| 1994 | Barry Trotz               | Portland Pirates               |
| 1995 | Robbie Ftorek             | Albany River Rats              |
| 1996 | Robbie Ftorek             | Albany River Rats              |
| 1997 | Greg Gilbert              | Worcester IceCats              |
| 1998 | Bill Stewart              | Saint John Flames              |
| 1999 | Peter Laviolette          | Providence Bruins              |
| 2000 | Glen Hanlon               | Portland Pirates               |
| 2001 | Don Granato               | Worcester IceCats              |
| 2002 | Bruce Cassidy             | Grand Rapids Griffins          |
| 2003 | Claude Julien Geoff Ward  | Hamilton Bulldogs              |
| 2004 | Claude Noël               | Milwaukee Admirals             |
| 2005 | Randy Cunneyworth         | Rochester Americans            |
| 2006 | Kevin Dineen              | Portland Pirates               |
| 2007 | Mike Haviland             | Norfolk Admirals               |
| 2008 | Scott Gordon              | Providence Bruins              |
| 2009 | Scott Arniel              | Manitoba Moose                 |
| 2010 | Guy Boucher               | Hamilton Bulldogs              |
| 2011 | John Hynes                | Wilkes-Barre/Scranton Penguins |
| 2012 | Jon Cooper                | Norfolk Admirals               |
| 2013 | Willie Desjardins         | Texas Stars                    |
| 2014 | Jeff Blashill             | Grand Rapids Griffins          |
| 2015 | Mike Stothers             | Manchester Monarchs            |
| 2016 | Rick Kowalsky             | Albany Devils                  |
| 2017 | Roy Sommer                | San Jose Barracuda             |
| 2018 | Pascal Vincent            | Manitoba Moose                 |
| 2019 | Mike Vellucci             | Charlotte Checkers             |
| 2020 | Karl Taylor               | Milwaukee Admirals             |
| 2021 | Spencer Carbery           | Hershey Bears                  |
| 2022 | Mitch Love                | Stockton Heat                  |
| 2023 | Mitch Love                | Calgary Wranglers              |
| 2024 | Todd Nelson               | Hershey Bears                  |
| 2025 | Pascal Vincent            | Rocket de Laval                |